# أفراح المقبرة (مجموعة قصصية)
أفراح المقبرة  مجموعة قصصية للروائي أحمد خالد توفيق  صدرت عام 2018 عن دار الكرمة في 240 صفحة. المجموعة تتكون من 9 قصص قصيرة كلها من أسلوب الرعب الذي تميز به الكاتب. صدرت المجموعة القصصية بعد وفاة الكاتب في 2 أبريل 2018، وكانت صدمة لكل محبيه في مصر والدول العربية، وكان يطلق عليه بين الشباب "الأب الروحي أو العراب". فهو رائد أدب الرعب وله العديد من المجموعات القصصية القصيرة، والطويلة وسلاسل عديدة صدرت خلال 25 عاماً هي مسيرة الكاتب.  

## محتوى الكتاب
يضم الكتاب تسع قصص من أدب الرعب والفانتازيا والخيال العلمي، المُستقى من عالم الماورائيات والأساطير، الممزوج بالطب وعلم النفس والتاريخ  والعديد من الحقائق والوقائع، تنوعت القصص في الطول والقِصَر، فمنها ما كان مختزلا ومقتضبا جدا، ومنها ما كان الاستطراد والإسهاب سمة بارزة فيها، تنوعت القصص أيضا من حيث لسان السرد، ومن حيث عدد أبطالها وشخصياتها، كما أنها لم تخلو من حس الدعابة والفكاهة. عناوين القصص: نيولوجيزم – موعدنا الليلة – سفاح المستنقعات – الأخرى – عشر علامات – نادي أعداء مصاصي الدماء – تنُصت – هشام يخفي سراً – بعد الجلسة.  

## ملخص الكتاب
القصة الأولى (نيولوجيزم)
يتعرض بطل الرواية الذي يروي قصته لنوبات مستمرة ومتكررة، يتحدث خلالها بلغة غريبة بعيدة عن اللغة العربية التي يتحدث بها، ويكتشف أن هذه اللغة غريبة ولا تمت بصلة للغات المتداولة. هكذا يشك البطل في مرض ما أصابه، أو هلاوس، حتى أنه يبحث كثيراً عن تلك الظاهرة ويتواصل مع بعض الأفراد لعله يجد إجابة، إلا أنه يكتشف أن أباه كان كذلك وأنه ترك قبل موته مفكرة يخبر ولده أنه سيتعرض لهذه الظاهرة الغريبة. أنها متلازمة حقيقية تحدث نادراً، لكنها تحدث، وهي متلازمة زينوغلوسيا، وهي التعرض للنوبات القلبية أو العمليات الجراحية ليخرج منها من تعرض لتلك الحوادث بلغة جديدة لا يتقنها في الحقيقة ولم يتعلمها لكنه يتحدث بها بطلاقة، وهذه حدثت بالفعل في العام 2006 في بريطانيا عندما تعرضت سيدة عجوز بريطانية لعملية جراحية تحدثت بعدها بلغة غير مفهومة تبين أنها من جامايكا بالرغم أنها لم تغادر بريطانيا قط.
القصة الثانية (موعدنا الليلة)
يظهر كتاب رعب جديد يدعى "موعدنا الليلة" لكاتب رعب يدعى جون كالوزي، وتتحقق سطور الكتاب حرفياً على كل من يقرأه، فهذا هو بطل هذه القصة التي يدعى فايز يشتري هذا الكتاب وعندما يبدأ في قراءة الكتاب يكتشف أن غلاف الكتاب ينتفخ من دون داعٍ ليبرز من خلال ذلك الانتفاخ قطعة معدنية عليها لغة غير مفهومة، وكأنها الإشارة إلى أن هذا الكتاب غير طبيعي. وعندما يقرأ فايز الكتاب يتعرض لحادثة مثل التي يقرأها، فكل السطور التي قرأها تحققت حرفياً في الحقيقة ضده، لقد تعرض لهجوم من آكل لحوم البشر أودى بحياته.
فتاة أخرى، تبدأ في قراءة بعض سطور لكتاب "موعدنا الليلة"، تنتظرها قصة أخرى. أن كل من يتعرض لقراءة سطور الكتاب سيكون على موعد فيه تهديد واضح لحياته، ويمرح بليلة رعب تليق به، فإسم كتاب جون كالوزي موحٍ، إنه ليس موعد غرامي، بل هو موعد يتعرض فيه أبطال روايته للخطر الذي يودي بحياتهم.
القصة الثالثة (سفاح المستنقعات)
قصة تخلط الميثولوجيا بأدب الجريمة، والرواية تتميز بالحبكة الدرامية الممتعة، وتتحدث عن حوادث غامضة لرجال مقتولين وملقاة جثثهم في إحدى مستنقعات محافظة الشرقية المصرية، حتى يلتفت أربعة صحافيين إلى تلك الحوادث ويتعاونون في ما بينهم حول فك ألغاز هذه الجرائم، فهي تبدو جرائم قتل، لكنها غير عادية، فتجد الجثة غير مقتولة لكنها مرعوبة ومذعورة قبل الموت.
مع استمرار غموض أحداث القتل، حيث تظهر أحداثاً تاريخية مرتبطة بالميثولوجيا المغربية تربط قصة عيشة قنديشة أو الكونتيسة عائشة ذات الأصول الأندلسية والتي حاربت ضمن الجيش المغربي ضد البرتغال، حتى صوّرها الجند البرتغاليون أنها جنية وتأتي بالخوارق من شدة المقاومة. وقد توارث الأجيال منذ القرن الخامس عشر حتى الآن في المغرب هذه الأحداث حتى أصبحت بالفعل أسطورة تتحدث عن جنية تغري الرجال بجمالها ثم تقتلهم، وتربط هذه القصة التاريخية والأسطورة المغربية المتداولة بإحدى الصحفيات أيضاً، لتنفك رموز الحقيقة في النهاية.
القصة الرابعة (الأخرى)
البطل الحقيقي لتلك القصة هو علم النفس بكل ما يحتويه من ديناميكية ظاهرة في أحداث الرواية. تتكون القصة من ثلاثة أو أربعة مشاهد، وتحتوي معلومات عن علم النفس والطب النفسي بكل تفاصيله.
القصة الخامسة (عشر علامات)
يروي بطل هذه القصة علامات عشر تتميز بالفضول، وكما يقول الغربيون في أمثالهم أن الفضول قتل القط، فإن هذا صحيح، فقد قتل الفضول صاحب هذه الرواية عندما اتفق مع زميل له على اكتشاف لغز أسرة سمير ناجي المهندس غريب الأطوار وعائلته التي لا تقل غرابة عنه. فقد كانوا جيران لبطل الرواية وقد أصر على مراقبة تلك الأسرة، وتتصاعد الأحداث عندما قرر دخول المنزل واكتشاف علامات كان يدركها من قبل أنها علامات غريبة. الأحداث تكشف رويداً رويداً عن العشر علامات التي يبحث عنها البطل. وهذه العلامات أكدت في النهاية أن تلك الأسرة ما هي إلا موتى أحياء، حيث تعرضت تلك الأسرة إلى جريمة قتل جماعية بشعة ودفنوا بطريقة مهينة داخل منزلهم في الستينيات من القرن العشرين، حتى أصبحت أرواحهم هائمة تبحث عن الإنتقام، ولقد جاء بطل الرواية وزميله ليدركا الحقيقة في النهاية أنهما في قبضة الأسرة ومن ثم يهلكان.
القصة السادسة (نادي أعداء مصاصي الدماء)
تتحدث عن مصاصي الدماء وتدور أحداثها في الولايات المتحدة، عن نادي أعداء مصاصي الدماء الذي أسسه أحد الأشخاص الذين يتميزون بالغموض. وقد اكتشف هذا الشخص أن مصاصي الدماء ينتشرون بكثرة، فقرر في ظروف غامضة بناء شبكة اجتماعية أو جماعة سرية تحارب مصاصي الدماء وتتخلص منهم بوسائل غير عادية. وكان هذا الشخص يختار هؤلاء الذين قاموا بمواجهة سابقة لمصاصي الدماء، حتى التقى بأحدهم وهو بطل الرواية الذي يدعى جيرمي والذي انضم إلى تلك الجماعة وشيئاً فشيئاً وبأحداث سريعة أصبح هو بطل الجماعة. تتشابك الأحداث في محاولة كشف الحقيقة عن هؤلاء مصاصي الدماء، خاصة بما يتعلق بأسطورة سخمت إحدى ربات الاساطير المصرية والتي يتداول حولها قصص مرعبة حول مص الدماء.
القصة السابعة (تنُصت)
تحكي القصة عن صديقين، أحدهما رجل عملي جاف وهو عماد حيث كان لا يؤمن بأي أساطير، والثاني  مصطفى الذي رجع لتوه من دراسته في إحدى الجامعات الأميركية، ويطمح في بناء مشروع علمي، لكنه مشروع خطير غريب الأطوار. لقد كان المشروع الذي بنى له مختبراً خاصاً، يقوم على اكتشاف إشارات الكائنات الفضائية، وبالفعل نجح بطل الرواية أن يتلقى بعض الإشارات، في وسط عدم تصديق من الصديق الآخر. تدريجياً  تبدأ الرواية في ذروة السرد، عندما يكتشف عماد أن المعمل به قوى استاتيكية فيزيائية خاصة، وهذا فيما يبدو بسبب الإشارات الغامضة الآتية من الفضاء. يتعرض مصطفى للقتل لكنه يتحدث لعماد قبل القتل بأيام حول فشل المشروع وأنها ليست كائنات فضائية بل إنها نوع من العفاريت والجن التي سيطرت على المعمل، ليبدأ عماد في الاكتشاف الحقيقي لوجود قوى خارقة طاردت صاحبه وقتلته وتحاول قتله هو أيضاً. 
القصة الثامنة (هشام يخفي سراً)
تتحدث عن هشام المهندس الشاب الوسيم الذي يقع في حبائل حب صفاء، وهي بطلة الرواية التي تسرد القصة، فهي تتحدث عن هشام المهندس المؤدب الغني الذي يعمل في نفس الشركة الهندسية التي تعمل فيها السكرتيرة صفاء ذات الجمال الطاغي. تبدأ قصة حب بين هشام وصفاء لتبدأ الرواية الغامضة حول سر يخفيه هشام، وسلسلة حوادث غامضة ترتبط بهشام بشكل رئيسي عندما يتقدم بخطبة صفاء. وهذه الحوادث غريبة وهي موت كل من يغضب هشام مثل زميله في العمل، وأبو صفاء نفسه الذي مات في ليلة قام فيها بإغضاب هشام وصفاء في ليلة كانا فيها في الخارج وتأخرا عن موعد الرجوع ليلاً. عندما يتزوج هشام بصفاء يظهر شيء عبارة عن كائن ومخلوق بشع المنظر يرتبط بهشام وينتقم من كل ما يحاول إيذاءه، حتى فتك بهشام في النهاية لأنه وقع في حب زوجته صفاء ويحاول الإيقاع بها.
القصة التاسعة (بعد الجلسة)
تحكي عن جلسة تحضير أرواح، حيث يقوم بعض الأصدقاء الذين يشعرون بالملل، بتحضير روح سفاح أميركي شهير يدعى تيد باندي. وهذا السفاح الوسيم كان يقتل الزوجات والنساء الحسناوات، ولقد قامت المجموعة بتحضير روحه، من دون معرفة صرف تلك الروح لتبدأ القصة المرعبة. تظهر سلسلة من الحوادث المرعبة للأصدقاء، لكن تلك الحوادث كانت من خيالات أبطال الرواية الذين تأثروا بليلة تحضير الأرواح، لكن الحوادث المرعبة الحقيقية كانت في منازل هؤلاء الرجال عندما اكتشفوا مقتل أزواجهن على يد تلك الروح الشريرة.

## نقد وتعليقات
نشر أحمد إبراهيم الشريف في 2 أبريل 2019 على صفحات اليوم السابع في ذكرى رحيل الكاتب أحمد خالد توفيق آراء كيف استقبل القراء كتاب "أفراح المقبرة" وقال: "كتب شريف متولى "عندما انتشر نبأ صدور عملك الأخير في عيد الفطر، ابتهجت"، وكتبت هدى يحيى "رحمه الله هذا الرجل الطيب، لقد ملأ الشباب مقبرته بالأفراح حقا"، وقال ميسرة الدندراوي "قصة علامات الموتى الأحياء كان أفضلهم من وجهة نظرى، تليها قصة هشام يخفى سرا."
كتب هيثم السايس على موقع الميادين نت في أكتوبر 2018: "يبدو غريباً اسم المجموعة وهو "أفراح المقبرة"، وخاصة لأن المجموعة القصصية صدرت بعد وفاة الكاتب، وهو ما أثار تساؤلات قوية حول الاسم، وازدادت التساؤلات عندما لم يجد القراء رواية بهذا الإسم داخل المجموعة القصصية كما اعتاد كل محترفي القصص القصيرة. لذلك ظن بعض القراء أن الاسم يعبّر عن الضجة الكبيرة والصادمة التي تناولها الشباب بعد وفاة الكاتب، أو المظاهر الودودة التي أقامها الشباب حول مقبرة أحمد خالد توفيق تعبيراً منهم على المحبة تجاهه، لذلك تم اختيار الاسم للجذب التجاري والأدبي فقط، من دون التعبير عما في داخل الروايات التسع القصيرة داخل دفتي الكتاب."
كتب بلال رمضان في 9 يوليو 2018 على موقع جريدة اليوم السابع: " في "أفراح المقبرة" يصطحب الراحل أحمد خالد توفيق جمهوره من القراء على مدار 236 صفحة، في عوالم شغلته وعاش فيها خلال فترة ما قبل وأثناء كتاب هذه المجموعة، التى حظيت باهتمام كبير منذ أن أعلنت الكرمة عن تسلمها من أحمد خالد توفيق، وحتى صدورها."

## وصلات خارجية
http://www.anhaar.com/ar/?p=9729 أفراح المقبرة
https://www.goodreads.com/book/show/39785977 أفراح المقبرة